# El túnel (película de 1988)
El túnel es una película española de drama estrenada en 1988, coescrita y dirigida por Antonio Drove y protagonizada en los papeles principales por Peter Weller, Jane Seymour y Fernando Rey.
Se trata de una adaptación cinematográfica de la novela homónima escrita por Ernesto Sábato en 1948, quien participó también en la elaboración del guion.
Fue nominada en la tercera edición de los Premios Goya en las categorías de mejor película y mejor guion adaptado (Carlos A. Cornejo, José A. Mahieu y Antonio Drove).

## Sinopsis
Narra la historia obsesiva del pintor Juan Pablo Castell. En una exposición conoce a María Iribarne, quien se queda prendada de uno de sus cuadros favoritos. Castell se enamora locamente de ella y ambos inician una relación tormentosa que acaba con el asesinato de María.

## Reparto
- Peter Weller - Juan Pablo Castell
- Jane Seymour - María Iribarne
- Fernando Rey - Allende (marido de María)
- Manuel de Blas - Cazador
- Victoria Zinny - Mimi
- Marga Herrera	...	Prostituta
- Yelena Samarina ... Ama de llaves de Allende
- Tomás Sáez ... Invitado
- Jaime Toja ... Asistente de Allende
- José Luis Baringo	...	Periodista 1º
- Douglas McNicol ... Periodista 2º
- Anne Henry ... Empleada de correos